# سد جیودیانسیا
سد جیودیانسیا (به لاتین: Jiudianxia Dam) یک سد خاکی در چین است که در شهرستان جونه واقع شده‌است.